# William Wallace Campbell
William Wallace Campbell, född 11 april 1862 i Hancock County, Ohio, död 14 juni 1938 i San Francisco, var en amerikansk astronom.
Campbell blev 1891 astronom vid Lick Observatory i Kalifornien och 1901 föreståndare för detta observatorium. Han deltog i solförmörkelseexpeditionerna till Brittiska Indien 1897–98 samt till Georgia 1900. Han ägnade sig främst åt spektralanalysen och författade bland annat The Elements of Practical Astronomy (1892; fjärde upplagan 1913) och Stellar Motions (1913).
Campbell tilldelades Lalandepriset 1903, Royal Astronomical Societys guldmedalj och Henry Draper-medaljen 1906, Janssenmedaljen 1910 samt Bruce-medaljen 1915. Han blev ledamot av svenska Vetenskapsakademien 1914 och var president för University of California 1923-30. Han begick självmord vid 76 års ålder, då han var nästan blind, led av afasianfall och ansåg sig vara en börda för sin familj.
Asteroiden 2751 Campbell är uppkallad efter honom.